# Belgiens flagga

Belgiens gös

Det gamla hertigdömet Brabants vapen

Belgiens flagga består av tre lika breda vertikala fält i svart, gult och rött (räknat från vänster). Flaggan är inspirerad av den franska trikoloren. Färgerna har hämtats från grevskapet Brabants vapensköld, som består av en ett lejon i guld med röda klor och röd tunga mot svart bakgrund. Stats- och örlogsflaggan vid användning på land har proportionerna 13:15, vilket gör den nästan kvadratisk. Anledningen till det ovanliga höjd/breddförhållandet är okänd. I praktiken används ofta en flagga med handelsflaggans proportioner (2:3) även på land.
Flaggan antogs den 23 januari 1831 kort efter att det Belgien blivit självständigt från Nederländerna. Flaggan hade spelat en viktig roll under kampen för självständighet, eftersom en tidigare flagga med horisontella band hade använts under ett uppror 1792, fast då mot Österrike.

## Färger
| Färgschema  | Svart | Svart     | Gul | Gul        | Röd | Röd       |
| ----------- | ----- | --------- | --- | ---------- | --- | --------- |
| Pantone     |       | Black     |     | Yellow 115 |     | Red 32    |
| CMYK        |       | 0-0-0-100 |     | 0-8.5-79-0 |     | 0-94-87-0 |
| RGB         |       | 0-0-0     |     | 255-233-54 |     | 255-15-33 |
| Hexadecimal |       | #000000   |     | #FFE936    |     | #FF0F21   |

## Övriga flaggor
Belgiens handelsflagga har samma färger som statsflaggan, men har mer konventionella proportioner (2:3). För statliga fartyg används en särskild statsflagga till havs som bygger på handelsflaggan, fast med ett lejon och en kungakrona i svart.
Belgiens monark för en purpurfärgad flagga med statsvapnet i mitten och monarkens monogram i flaggans fyra hörn. Kungaflaggan är kvadratisk.
Den belgiska örlogsflaggan till havs skiljer sig helt och hållet från både stats- och handelsflaggan. Den består av ett vitt fält med de belgiska färgerna i ett diagonalt så kallat andreaskors. Det diagonala korset är i Belgien bättre känt som Burgundkorset, och härrör från den tid då Belgien lydde under hertigen av Burgund. I den övre delen av örlogsflaggan finns två korslagda kanoner under en krona, i svart. I den under delen av örlogsflaggan finns ett svart ankare. Efter andra världskriget byggdes den belgiska marinen upp av brittiska örlogsfartyg, och den vita färgen anspelar på den vita brittiska örlogsflaggan White ensign. Örlogsflaggans proportioner är 2:3. Som gös (flagga) använder den belgiska marinen en kvadratisk version av nationsflaggan.

Belgiens handelsflagga - proportionerna 2:3.
Belgiens örlogsflagga.
Belgiens statsflagga till havs.
Belgiska flygvapnets flagga.

## Regionernas flaggor
Var och en av Belgiens tre regioner har en egen flagga.

Bryssel
Flandern
Vallonien